# Gronówko, Tỉnh West Pomeranian
Gronówko [ɡrɔˈnufkɔ] (tiếng Đức: Klein Grünow) là một ngôi làng thuộc khu hành chính của Gmina Ińsko, thuộc hạt Stargard, West Pomeranian Voivodeship, ở phía tây bắc Ba Lan.
Nó nằm khoảng 4 kilômét (2 mi) phía nam Ińsko, 37 km (23 mi) về phía đông của Stargard và 66 km (41 mi) về phía đông của thủ đô khu vực Szczecin.
Ngôi làng có dân số 90 người.